# آسیاب والی
آسیاب والی مربوط به دوره قاجار است و در تهران، خیابان مازندران ـ خیابان والی واقع شده و این اثر در تاریخ ۳ بهمن ۱۳۷۹ با شمارهٔ ثبت ۳۰۲۹ به‌عنوان یکی از آثار ملی ایران به ثبت رسیده است.